# Einár

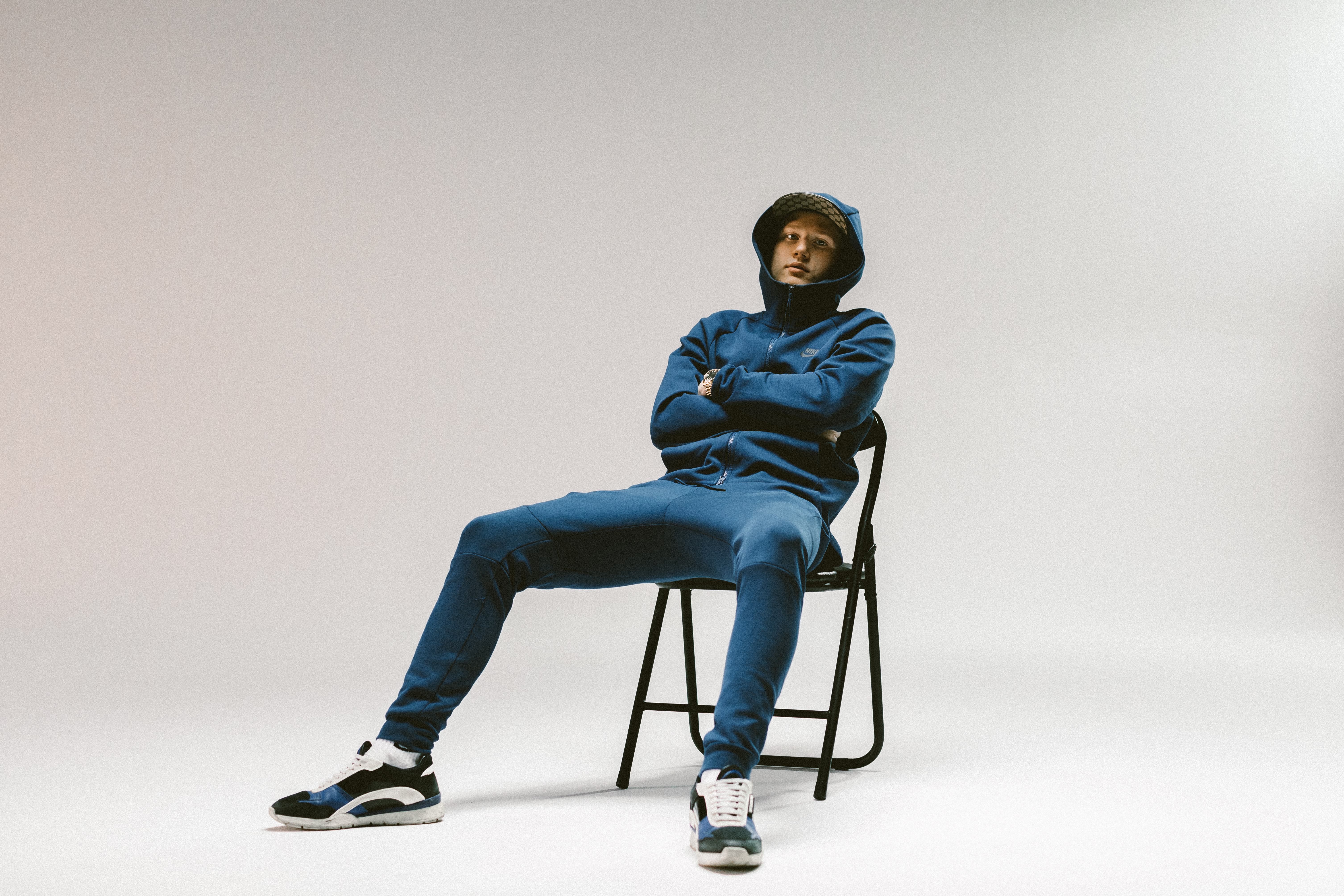
Einár 2018.

Nils Kurt Erik Einar Grönberg, känd under artistnamnet Einár[uttal saknas], född 5 september 2002 i Stockholm, död 21 oktober 2021 i Hammarby sjöstad, Stockholm (mördad), var en svensk rappare och låtskrivare.
Einár fick sitt genombrott vid 16 års ålder med singeln "Katten i trakten". Under det sena 2010-talet och tidiga 2020-talet var han en av de mest spelade och uppmärksammade, artisterna i Sverige. Han hade topplaceringar på Sverigetopplistan.
Einár mördades när han var 19 år gammal. Fallet är olöst och 14 juni 2023 sattes fallet på polisens lista över "kalla fall".

## Uppväxt
Einár var son till krögaren Erik Grönberg och skådespelaren Lena Nilsson. Han växte upp i bostadsområdet Dalen i stadsdelen Gamla Enskede i Stockholms kommun. Han började tidigt lägga ut videoklipp där han rappade på Instagram.

## Skådespelarkarriär
Einár spelade rollen som Benjamin i filmen Nobels testamente 2012, den tredje filmatiseringen av Liza Marklunds sex böcker. Han spelade 2013 rollen som Olof Berncik, son till Örjan Rambergs rollfigur Karsten Berncik, i Dramatens uppsättning av Henrik Ibsens Samhällets stöttepelare. I verkligheten är Ramberg far till Einárs halvbror. 2014 medverkade Einár även i Dramatenuppsättningen Nico Spfinx of Ice om den tyska artisten Nico.

## Musikkarriär
Einár fick större uppmärksamhet 2018 när han släppte låten "Duckar popo" med tillhörande musikvideo på Youtube som i april 2019 hade över en miljon visningar.
Einár slog igenom 2019 med låten "Katten i trakten". I mars nådde låten första plats på Sverigetopplistan och behöll den placeringen i tre veckor. Den hade i april 2019 spelats över elva miljoner gånger på Spotify och 2,5 miljoner gånger på Youtube. Musikvideons inledning tillägnas en vän som sköts till döds i Dalen i slutet av 2018, och handlar sedan om en "tuff tjej". Hans låtar och musikvideofilmer anspelar både på vapen, droger och det kriminella livet.
Den 26 april 2019 släppte Einár låten "Rör mig". Låten fick nästan 500 000 spelningar på Spotify under 24 timmar och hade i maj 2019 spelats mer än tre miljoner gånger.
Einár tilldelades P3 Guld-priset för Årets låt 2019 för låten "Katten i trakten".
Senare under 2019, den 7 juni, släppte han debutalbumet Första klass. I introlåten "Första klass" rappar han till en tjej han vill tillbringa resten av sitt liv med. Låtens okända producent har samplat beatet från Reine av den franske rapparen Dadju. Bortsett från de spår som släppts redan innan albumet, "Fusk" (med K27), "Katten i Trakten" och "Rör mig", så är denna låt albumets mest spelade och nådde förstaplatsen på Spotifylistan "Topp 50 i Sverige" strax efter sin release.
Den femte september samma år släppte Einár sitt andra album Nummer 1. Bortsett från den Straynané-producerade albumsingeln "Nu vi skiner", som släpptes den 19 augusti, släpptes sex nya låtar som gästades av Greekazo, Thrife, Sebastian Stakset och Adel.
Vid Grammisgalan 2020 vann han i kategorierna "Årets hiphop" och "Årets nykomling" för albumen Första klass och Nummer 1, samt nominerades till "Årets artist".
Den 6 mars samma år släppte Einár singeln "Frank Lucas". Lite drygt en månad senare, den 3 april, släppte han den Stress-producerade singeln "Rymden och tillbaka", som handlar om hans överflöd av pengar, samt en tjej som han saknar. Den 15 maj samma år släppte Einár sitt tredje studioalbum Welcome to Sweden som förutom de två släppta singlarna innehöll sex låtar som gästades av Thrife på introspåret "Va händish", Adel på "Vill du köra" och Dree Low på "Ghetto Mamacita". Albumet nådde som högst en andraplacering på Sverigetopplistan. Welcome to Sweden släpptes, liksom de två albumsinglarna, via skivbolaget Sony Music.
Den 28 september 2020 släppte Einár sitt fjärde studioalbum, Unge med extra energi, som  blev hans sista album utgivet under hans levnadstid. Albumet innehåller nio låtar och gästades av duon Moewgli & 5iftyy på det femte spåret "Goodnight" och det sjunde spåret "Pop Smoke", samt Sami på outrospåret "Feelings". I introlåten "Unge med extra energi" rappade Einár om kidnappningen som han utsattes för i april. Albumet släpptes under hans nystartade skivbolag NS1 efter att han lämnat Sony Music.
År 2021 var Einár den näst mest spelade artisten i Sverige efter musikgruppen Hov1.
I juni 2022 släpptes den postuma EP:n "Einár", där singeln "Lilla Nisse" nådde en förstaplacering på Sverigetopplistan.
| ”                        | Andra kanske bara sjunger om kärlek, men här förklarar man problemen. Folk sitter här bredvid och fikar och mår jättebra, men när vi gick hit såg vi en missbrukare som kanske har varit vaken hela natten och var sugen på droger. Det är inte en djävul som sitter där, det är en människa och det har gått fel. Om jag har gått fel väg betyder inte det att jag är en gangster, jag är 16 år, hur skulle jag kunna vara en gangster? Det är bättre att kalla mig ett busfrö som inte har hittat rätt väg. Då behöver man hjälpa istället för att stämpla. | „ |
| – Einár 19 augusti 2019. | |   |

## Kidnappning
I april 2020 kidnappades Einár, då 17 år, och fördes till en lägenhet där han rånades på en exklusiv klocka och fotograferades under förnedrande former. De inblandade i kidnappningen försökte även kräva Einár på tre miljoner kronor. För att tvinga fram betalning fanns planer på att placera en sprängladdning vid Einárs eller en av hans familjemedlemmars bostad.
Einár själv ville inte delta i utredningen och dök aldrig upp i tingsrätten. I februari 2023, två år efter Einárs död, dömdes Mario Golzar Mia, utpekad ledare för det kriminella gänget Dalennätverket i Stockholm, till 13 års fängelse för människorov, rån, försök till grov utpressning och förberedelse till allmänfarlig ödeläggelse. Han ansågs ha varit drivande i planeringen och genomförandet av kidnappningen. Andra som dömdes för kidnappningen av Einár är rapparna Yasin Mahamoud och Haval samt den utpekade ledaren för Vårbynätverket, Chihab Lamouri.

## Död och eftermäle
Den 21 oktober 2021 kl. 22.50 fick polisen larm om att det skett skottlossning i Hammarby sjöstad, dit Einár nyligen flyttat. När polisen kom dit hittades en skjuten man livlös utanför en lägenhetsport. Räddningspersonalen utförde hjärt- och lungräddning men mannens liv gick inte att rädda och han förklarades död på platsen. Personen bekräftades senare vara Einár. Einár sköts från ett avstånd om 1,5 meter och mordet beskrevs som en avrättning.
Einár var senare i oktober kallad att som målsägande vittna i Svea hovrätt mot Vårbynätverket, som kidnappade honom 2020. Han levde med skyddad identitet på grund av hot men hans adress röjdes i ett förundersökningsprotokoll upprättat efter ett narkotikabeslag.
Mordet uppmärksammades medialt i Sverige, liksom i utlandet. Mordet kommenterades den 22 oktober av bland andra Sveriges dåvarande statsminister Stefan Löfven och kulturminister Amanda Lind. Kort efter hans död gick låtar av Einár upp på första, andra och tredje plats på listan över Spotifys mest spelade låtar i Sverige.
Mordet föranledde stor ryktesspridning på sociala medier, där brottsanklagelser riktats mot olika parter. Därutöver har ett flertal bilder och videoklipp spridits av vad som påståtts föreställa bilder från mordet.
I januari 2022, månader efter Einárs död, släpptes den postuma SVT-Edit-dokumentären Einár 2002–2021.  I augusti 2022, mindre än ett år efter hans död, startade hans mor, Lena Nilsson, stiftelsen "Insamlingsstiftelsen Nils Einár Grönberg foundation".
Einár var fortsatt en av Sveriges mest streamade artister på Spotify under åren efter sin död.

## Diskografi
Studioalbum
- 2019 – Första klass
- 2019 – Nummer 1
- 2020 – Welcome to Sweden
- 2020 – Unge med extra energi

EP
- 2022 – Einár

## Utmärkelser
- Musikförläggarnas pris,  2019[49]
- Grammis för årets hiphop,  2020[50]
- Grammis för årets nykomling,  2020[50]
- P3 Guld för årets låt, för Din låt, med  Victor Leksell,  2023[51]

[Redigera Wikidata]